# Várzea Grande Shopping
O Várzea Grande Shopping (abreviado como VG Shopping), é um shopping center de Várzea Grande, no Mato Grosso. Foi o primeiro shopping a ser inaugurado na cidade e conta com 102 mil metros quadrados de área construída e mais de 180 lojas.

## História
O Várzea Grande Shopping, localizado em frente ao Aeroporto Internacional de Cuiabá Marechal Rondon, no centro de Várzea Grande, Mato Grosso, teve sua construção iniciada em janeiro de 2013 e foi inaugurado em 17 de novembro de 2015. O empreendimento contou com um investimento de R$ 300 milhões, sendo R$ 200 milhões por parte dos empreendedores e R$ 100 milhões aportados pelos lojistas.
O shopping foi concebido como o primeiro grande centro comercial da cidade, respondendo a uma demanda por um espaço de comércio e serviços estruturado na região. Durante sua construção, mais de 3.500 empregos diretos e indiretos foram gerados. O projeto envolveu a parceria entre o Grupo GMS Imobiliária e Construtora, a Saga Malls, o Grupo São Benedito e o Grupo AS, reunindo diferentes empresas do setor imobiliário e de gestão de shopping centers.
Com uma área bruta locável (ABL) inicial de 35 mil m², o VG Shopping tornou-se um dos principais centros comerciais da cidade, atraindo grande fluxo de visitantes e abrigando diversas lojas e serviços inéditos no município, contando com uma unidade da POLITEC que fornece serviços públicos como emissão da Carteira de Identidade.
Foi finalista por duas vezes do prêmio ABRASCE.